# 2010 en Sierra Leone
Cet article présente les faits marquants de l'année 2010 en Sierra Leone.

## Évènements
- Jeudi 5 août 2010 : Naomi Campbell, témoigne devant le Tribunal spécial pour la Sierra Leone (TSSL), dans le cadre du procès de l'ex-président du Liberia, Charles Taylor, jugé pour crimes de guerre et crimes contre l'humanité. Elle avoue qu'elle avait reçu sous forme de cadeau de « toutes petites pierres à l'aspect sale », dont elle pense qu'elles lui étaient offertes par Charles Taylor après un dîner organisé par Nelson Mandela en 1997. Elle déclare les avoir donné à un de ses amis qui travaillait dans l'humanitaire en Afrique du Sud. Charles Taylor est accusé d'avoir dirigé en sous-main les rebelles du Front révolutionnaire uni (RUF) en Sierra Leone en leur fournissant armes et munitions en échange de diamants alors qu'il affirme ne jamais avoir possédé de diamants bruts[1].

- Lundi 9 août 2010 : l'actrice Mia Farrow témoigne devant le Tribunal spécial pour la Sierra Leone (TSSL) que Naomi Campbell lui a dit avoir reçu un « énorme diamant » de la part de Charles Taylor. De son côté, Carole White, l'ex-agent de Naomi Campbell, témoigne que le top-model et Charles Taylor avaient « doucement flirté » au cours du dîner, puis dans la nuit le mannequin avait reçu des diamants que lui avait promis l'ex-président, affirmant qu'« elle était assez déçue car ils n'étaient pas brillants »[2].

- Lundi 9 août 2010 :  une coulée de boue due à des pluies torrentielles emporte des maisons à Freetown causant la mort de 16 personnes, 5 autres personnes ont été grièvement blessées.